# Ljubin
Ljubin (makedonska: Љубин) är en ort i Nordmakedonien. Den ligger i den centrala delen av landet, 10 kilometer väster om huvudstaden Skopjes centrum. Ljubin ligger 315 meter över havet och antalet invånare är 1 230.